# Apallates parvulus
Apallates parvulus är en tvåvingeart som först beskrevs av Malloch 1934.  Apallates parvulus ingår i släktet Apallates och familjen fritflugor. Inga underarter finns listade i Catalogue of Life.